# Jörg Ratgeb
Jörg (ou Jerg) Ratgeb (litt. « Donneconseil » ; Schwäbisch Gmünd vers 1480 - Pforzheim 1526) était un peintre et révolutionnaire allemand.

## Biographie
En raison de sa participation à la Révolte des Rustauds de 1525, il fut exécuté par écartèlement l'année suivante, sur la place du marché de Pforzheim. Les motifs de son engagement politique restent obscurs, car il était un bourgeois de Stuttgart et non pas un homme de la terre. L'histoire de l'art officielle de la RDA en a fait - abusivement, aux dires de la recherche contemporaine[précision nécessaire] - un précurseur de la lutte pour les « damnés de la terre ». Il semble en tout cas s'être converti au protestantisme.

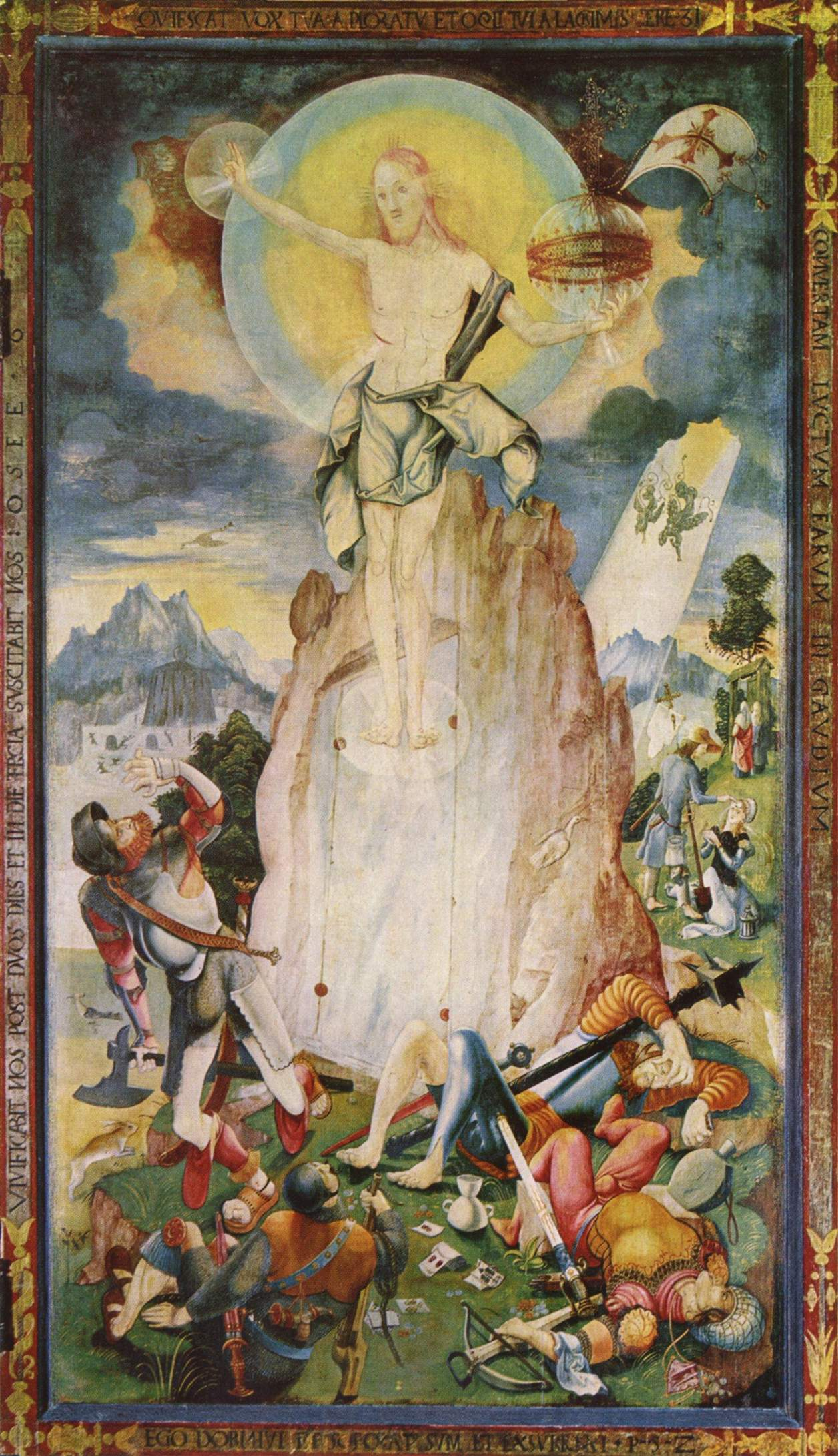
Retable de Herrenberg : Résurrection,Staatsgalerie de Stuttgart

## Œuvres
L'œuvre peint de Jörg Ratgeb a en grande partie disparu, notamment ses fresques pour le couvent de l'Ordre du Carmel à Francfort-sur-le-Main, dont il ne subsiste que des fragments. Il reste cependant de sa main le gigantesque retable de la passion, dit « retable de Herrenberg » (conservé à la Staatsgalerie  de Stuttgart). Cette œuvre étonne par ses couleurs violemment criardes, la truculence des traits des personnages et la liberté avec laquelle sont traités perspectives et proportions. Peint à la même époque que le retable d'Issenheim de Matthias Grünewald, l'œuvre va encore plus loin dans l'étrange (ce qui est particulièrement visible lors d'une comparaison des panneaux de la Résurrection respectifs), tout en se préoccupant moins de profondeur et de sublime. Jörg Ratgeb a longtemps été oublié, et n'a été redécouvert que dans les années 1930, grâce à une importante monographie du grand historien de l'art Wilhelm Fraenger.